# Temporada 2016-2017 del FC Barcelona
La temporada 2016-17 va ser la 117a en la història del Futbol Club Barcelona, i la 86a temporada consecutiva del club en la màxima categoria del futbol espanyol. El Barça va competir en quatre competicions diferents (lliga, copa, Supercopa d'Espanya i Lliga de Campions), ja que havia aconseguit el doblet lliga-copa la temporada anterior.

## Equip 2016-2017
La relació de jugadors de la plantilla del Barça la temporada 2016-17 és la següent:
| N. | Pos. | Nac. | Jugador             | Total | Total | Gamper | Gamper | Supercopa de Catalunya | Supercopa de Catalunya | Lliga | Lliga | Copa | Copa | Supercopa espanyola | Supercopa espanyola | Champions | Champions |
| N. | Pos. | Nac. | Jugador             | PJ    | Gols  | PJ     | Gols   | PJ                     | Gols                   | PJ    | Gols  | PJ   | Gols | PJ                  | Gols                | PJ        | Gols      |
| -- | ---- | --- | ------------------- | ----- | ----- | ------ | ------ | ---------------------- | ---------------------- | ----- | ----- | ---- | ---- | ------------------- | ------------------- | --------- | --------- |
| 1  | POR  | [[Fitxer:Flag of Germany.svg\|23x15px\|border \|alt=Alemanya\|link=Selecció de futbol d'Alemanya\|{{#if:\|]]                                   | Ter Stegen          | 47    | 0     | 1      | 0      | 0                      | 0                      | 36    | 0     | 1    | 0    | 0                   | 0                   | 9         | 0         |
| 3  | DEF  | [[Fitxer:Flag of Catalonia.svg\|23x15px\|border \|alt=Catalunya\|link=Selecció de futbol de Catalunya\|{{#if:\|]]                              | Piqué               | 42    | 3     | 1      | 0      | 0                      | 0                      | 25    | 2     | 7    | 0    | 1                   | 0                   | 8         | 1         |
| 4  | MIG  | [[Fitxer:Flag of Croatia.svg\|23x15px\|border \|alt=Croàcia\|link=Selecció de futbol de Croàcia\|{{#if:\|]]                                    | Rakitić             | 52    | 8     | 1      | 0      | 0                      | 0                      | 32    | 7     | 8    | 1    | 2                   | 0                   | 9         | 0         |
| 5  | MIG  | [[Fitxer:Flag of Catalonia.svg\|23x15px\|border \|alt=Catalunya\|link=Selecció de futbol de Catalunya\|{{#if:\|]]                              | Busquets            | 49    | 0     | 1      | 0      | 0                      | 0                      | 33    | 0     | 5    | 0    | 2                   | 0                   | 8         | 0         |
| 6  | MIG  | [[Fitxer:Flag of Spain.svg\|23x15px\|border \|alt=Espanya\|link=Selecció de futbol d'Espanya\|{{#if:\|]]                                       | Denis               | 38    | 3     | 1      | 0      | 1                      | 0                      | 26    | 1     | 7    | 2    | 2                   | 0                   | 1         | 0         |
| 7  | DAV  | [[Fitxer:Flag of Turkey.svg\|23x15px\|border \|alt=Turquia\|link=Selecció de futbol de Turquia\|{{#if:\|]]                                     | Arda                | 32    | 13    | 1      | 0      | 1                      | 0                      | 18    | 3     | 5    | 4    | 2                   | 2                   | 5         | 4         |
| 8  | MIG  | [[Fitxer:Flag of Spain.svg\|23x15px\|border \|alt=Espanya\|link=Selecció de futbol d'Espanya\|{{#if:\|]]                                       | Iniesta             | 38    | 1     | 1      | 0      | 0                      | 0                      | 23    | 0     | 5    | 0    | 1                   | 0                   | 8         | 1         |
| 9  | DAV  | [[Fitxer:Flag of Uruguay.svg\|23x15px\|border \|alt=Uruguai\|link=Selecció de futbol de l'Uruguai\|{{#if:\|]]                                  | Suárez              | 52    | 38    | 1      | 1      | 0                      | 0                      | 35    | 29    | 6    | 4    | 1                   | 1                   | 9         | 3         |
| 10 | DAV  | [[Fitxer:Flag of Argentina.svg\|23x15px\|border \|alt=Argentina\|link=Selecció de futbol de l'Argentina\|{{#if:\|]]                            | Messi               | 53    | 56    | 1      | 2      | 0                      | 0                      | 34    | 37    | 7    | 5    | 2                   | 1                   | 9         | 11        |
| 11 | DAV  | [[Fitxer:Flag of Brazil.svg\|23x15px\|border \|alt=Brasil\|link=Selecció de futbol del Brasil\|{{#if:\|]]                                      | Neymar              | 45    | 20    | 0      | 0      | 0                      | 0                      | 30    | 13    | 6    | 3    | 0                   | 0                   | 9         | 4         |
| 12 | MIG  | [[Fitxer:Flag of Brazil.svg\|23x15px\|border \|alt=Brasil\|link=Selecció de futbol del Brasil\|{{#if:\|]]                                      | Rafinha             | 28    | 7     | 0      | 0      | 0                      | 0                      | 18    | 6     | 4    | 1    | 0                   | 0                   | 6         | 0         |
| 13 | POR  | [[Fitxer:Flag of Chile.svg\|23x15px\|border \|alt=Xile\|link=Selecció de futbol de Xile\|{{#if:\|]]                                            | Bravo               | 4     | 0     | 1      | 0      | 0                      | 0                      | 1     | 0     | 0    | 0    | 2                   | 0                   | 0         | 0         |
| 13 | POR  | [[Fitxer:Flag of the Netherlands.svg\|23x15px\|border \|alt=Països Baixos\|link=Selecció de futbol dels Països Baixos\|{{#if:\|]]              | Cillessen           | 10    | 0     | 0      | 0      | 0                      | 0                      | 1     | 0     | 8    | 0    | 0                   | 0                   | 1         | 0         |
| 14 | DEF  | [[Fitxer:Flag of Argentina.svg\|23x15px\|border \|alt=Argentina\|link=Selecció de futbol de l'Argentina\|{{#if:\|]]                            | Mascherano          | 41    | 1     | 1      | 0      | 0                      | 0                      | 25    | 1     | 5    | 0    | 2                   | 0                   | 8         | 0         |
| 16 | MIG  | [[Fitxer:Flag of Catalonia.svg\|23x15px\|border \|alt=Catalunya\|link=Selecció de futbol de Catalunya\|{{#if:\|]]                              | Samper              | 2     | 0     | 1      | 0      | 0                      | 0                      | 0     | 0     | 0    | 0    | 1                   | 0                   | 0         | 0         |
| 17 | DAV  | [[Fitxer:Flag of Spain.svg\|23x15px\|border \|alt=Espanya\|link=Selecció de futbol d'Espanya\|{{#if:\|]]                                       | Munir               | 4     | 1     | 1      | 0      | 0                      | 0                      | 1     | 0     | 0    | 0    | 2                   | 1                   | 0         | 0         |
| 17 | DAV  | [[Fitxer:Flag of the Valencian Community (2x3).svg\|23x15px\|border \|alt=País Valencià\|link=Selecció de futbol del País Valencià\|{{#if:\|]] | Paco Alcácer        | 28    | 8     | 0      | 0      | 1                      | 0                      | 20    | 6     | 4    | 2    | 0                   | 0                   | 3         | 0         |
| 18 | DEF  | [[Fitxer:Flag of Catalonia.svg\|23x15px\|border \|alt=Catalunya\|link=Selecció de futbol de Catalunya\|{{#if:\|]]                              | Jordi Alba          | 39    | 1     | 0      | 0      | 0                      | 0                      | 26    | 1     | 6    | 0    | 1                   | 0                   | 6         | 0         |
| 19 | DEF  | [[Fitxer:Flag of France (1794–1815, 1830–1974).svg\|23x15px\|border \|alt=França\|link=Selecció de futbol de França\|{{#if:\|]]                | Digne               | 27    | 1     | 1      | 0      | 0                      | 0                      | 17    | 0     | 3    | 1    | 2                   | 0                   | 4         | 0         |
| 20 | DEF  | [[Fitxer:Flag of Catalonia.svg\|23x15px\|border \|alt=Catalunya\|link=Selecció de futbol de Catalunya\|{{#if:\|]]                              | Sergi Roberto       | 48    | 1     | 1      | 0      | 0                      | 0                      | 32    | 0     | 6    | 0    | 1                   | 0                   | 8         | 1         |
| 21 | MIG  | [[Fitxer:Flag of Portugal.svg\|23x15px\|border \|alt=Portugal\|link=Selecció de futbol de Portugal\|{{#if:\|]]                                 | André Gomes         | 49    | 3     | 1      | 0      | 1                      | 0                      | 30    | 3     | 8    | 0    | 1                   | 0                   | 8         | 0         |
| 22 | DEF  | [[Fitxer:Flag of Catalonia.svg\|23x15px\|border \|alt=Catalunya\|link=Selecció de futbol de Catalunya\|{{#if:\|]]                              | Aleix Vidal         | 13    | 2     | 1      | 0      | 0                      | 0                      | 6     | 2     | 4    | 0    | 1                   | 0                   | 1         | 0         |
| 23 | DEF  | [[Fitxer:Flag of France (1794–1815, 1830–1974).svg\|23x15px\|border \|alt=França\|link=Selecció de futbol de França\|{{#if:\|]]                | Umtiti              | 44    | 1     | 1      | 0      | 0                      | 0                      | 25    | 1     | 9    | 0    | 1                   | 0                   | 8         | 0         |
| 24 | DEF  | [[Fitxer:Flag of France (1794–1815, 1830–1974).svg\|23x15px\|border \|alt=França\|link=Selecció de futbol de França\|{{#if:\|]]                | Mathieu             | 18    | 1     | 1      | 0      | 1                      | 0                      | 13    | 1     | 0    | 0    | 1                   | 0                   | 2         | 0         |
| 25 | POR  | [[Fitxer:Flag of Catalonia.svg\|23x15px\|border \|alt=Catalunya\|link=Selecció de futbol de Catalunya\|{{#if:\|]]                              | Masip               | 2     | 0     | 1      | 0      | 1                      | 0                      | 0     | 0     | 0    | 0    | 0                   | 0                   | 0         | 0         |
| 26 | DEF  | [[Fitxer:Flag of Spain.svg\|23x15px\|border \|alt=Espanya\|link=Selecció de futbol d'Espanya\|{{#if:\|]]                                       | Cámara              | 1     | 0     | 1      | 0      | 0                      | 0                      | 0     | 0     | 0    | 0    | 0                   | 0                   | 0         | 0         |
| 27 | MIG  | [[Fitxer:Flag of Cameroon.svg\|23x15px\|border \|alt=Camerun\|link=Selecció de futbol del Camerun\|{{#if:\|]]                                  | Kaptoum             | 0     | 0     | 0      | 0      | 0                      | 0                      | 0     | 0     | 0    | 0    | 0                   | 0                   | 0         | 0         |
| 28 | MIG  | [[Fitxer:Flag of Catalonia.svg\|23x15px\|border \|alt=Catalunya\|link=Selecció de futbol de Catalunya\|{{#if:\|]]                              | Aleñá               | 5     | 1     | 0      | 0      | 1                      | 0                      | 3     | 0     | 1    | 1    | 0                   | 0                   | 0         | 0         |
| 30 | MIG  | [[Fitxer:Flag of Catalonia.svg\|23x15px\|border \|alt=Catalunya\|link=Selecció de futbol de Catalunya\|{{#if:\|]]                              | Àlex Carbonell      | 2     | 0     | 0      | 0      | 1                      | 0                      | 0     | 0     | 1    | 0    | 0                   | 0                   | 0         | 0         |
| 31 | DEF  | [[Fitxer:Flag of Spain.svg\|23x15px\|border \|alt=Espanya\|link=Selecció de futbol d'Espanya\|{{#if:\|]]                                       | Nili                | 2     | 0     | 0      | 0      | 1                      | 0                      | 0     | 0     | 1    | 0    | 0                   | 0                   | 0         | 0         |
| 33 | DEF  | [[Fitxer:Flag of Brazil.svg\|23x15px\|border \|alt=Brasil\|link=Selecció de futbol del Brasil\|{{#if:\|]]                                      | Marlon              | 4     | 0     | 0      | 0      | 1                      | 0                      | 2     | 0     | 0    | 0    | 0                   | 0                   | 1         | 0         |
| 35 | DEF  | [[Fitxer:Flag of Spain.svg\|23x15px\|border \|alt=Espanya\|link=Selecció de futbol d'Espanya\|{{#if:\|]]                                       | Borja López         | 1     | 0     | 0      | 0      | 0                      | 0                      | 0     | 0     | 1    | 0    | 0                   | 0                   | 0         | 0         |
| 39 | DAV  | [[Fitxer:Flag of Catalonia.svg\|23x15px\|border \|alt=Catalunya\|link=Selecció de futbol de Catalunya\|{{#if:\|]]                              | Marc Cardona        | 2     | 0     | 0      | 0      | 0                      | 0                      | 0     | 0     | 1    | 0    | 0                   | 0                   | 1         | 0         |
| —  | MIG  | [[Fitxer:Flag of Catalonia.svg\|23x15px\|border \|alt=Catalunya\|link=Selecció de futbol de Catalunya\|{{#if:\|]]                              | Gumbau              | 0     | 0     | 0      | 0      | 0                      | 0                      | 0     | 0     | 0    | 0    | 0                   | 0                   | 0         | 0         |
| —  | DAV  | [[Fitxer:Flag of Spain.svg\|23x15px\|border \|alt=Espanya\|link=Selecció de futbol d'Espanya\|{{#if:\|]]                                       | Jesús Alfaro        | 1     | 0     | 0      | 0      | 1                      | 0                      | 0     | 0     | 0    | 0    | 0                   | 0                   | 0         | 0         |
| —  | POR  | [[Fitxer:Flag of Spain.svg\|23x15px\|border \|alt=Espanya\|link=Selecció de futbol d'Espanya\|{{#if:\|]]                                       | José Aurelio Suárez | 0     | 0     | 0      | 0      | 0                      | 0                      | 0     | 0     | 0    | 0    | 0                   | 0                   | 0         | 0         |
| —  | DEF  | [[Fitxer:Flag of Spain.svg\|23x15px\|border \|alt=Espanya\|link=Selecció de futbol d'Espanya\|{{#if:\|]]                                       | José Martínez       | 1     | 0     | 0      | 0      | 1                      | 0                      | 0     | 0     | 0    | 0    | 0                   | 0                   | 0         | 0         |
| —  | DEF  | [[Fitxer:Flag of Spain.svg\|23x15px\|border \|alt=Espanya\|link=Selecció de futbol d'Espanya\|{{#if:\|]]                                       | Moi Delgado         | 1     | 0     | 0      | 0      | 1                      | 0                      | 0     | 0     | 0    | 0    | 0                   | 0                   | 0         | 0         |
| —  | DEF  | [[Fitxer:Flag of Catalonia.svg\|23x15px\|border \|alt=Catalunya\|link=Selecció de futbol de Catalunya\|{{#if:\|]]                              | Palencia            | 1     | 0     | 0      | 0      | 1                      | 0                      | 0     | 0     | 0    | 0    | 0                   | 0                   | 0         | 0         |
| —  | DAV  | [[Fitxer:Flag of Spain.svg\|23x15px\|border \|alt=Espanya\|link=Selecció de futbol d'Espanya\|{{#if:\|]]                                       | Rafa Mújica         | 1     | 0     | 0      | 0      | 1                      | 0                      | 0     | 0     | 0    | 0    | 0                   | 0                   | 0         | 0         |
| —  | MIG  | [[Fitxer:Flag of Catalonia.svg\|23x15px\|border \|alt=Catalunya\|link=Selecció de futbol de Catalunya\|{{#if:\|]]                              | Sarsanedas          | 1     | 0     | 0      | 0      | 1                      | 0                      | 0     | 0     | 0    | 0    | 0                   | 0                   | 0         | 0         |
| —  | DAV  | [[Fitxer:Flag of Catalonia.svg\|23x15px\|border \|alt=Catalunya\|link=Selecció de futbol de Catalunya\|{{#if:\|]]                              | Tello               | 0     | 0     | 0      | 0      | 0                      | 0                      | 0     | 0     | 0    | 0    | 0                   | 0                   | 0         | 0         |
| —  | DEF  | [[Fitxer:Flag of Belgium (civil).svg\|23x15px\|border \|alt=Bèlgica\|link=Selecció de futbol de Bèlgica\|{{#if:\|]]                            | Vermaelen           | 0     | 0     | 0      | 0      | 0                      | 0                      | 0     | 0     | 0    | 0    | 0                   | 0                   | 0         | 0         |
| —  | DEF  | [[Fitxer:Flag of Brazil.svg\|23x15px\|border \|alt=Brasil\|link=Selecció de futbol del Brasil\|{{#if:\|]]                                      | Douglas             | 0     | 0     | 0      | 0      | 0                      | 0                      | 0     | 0     | 0    | 0    | 0                   | 0                   | 0         | 0         |

- Messi té passaport espanyol.
- Rafinha té passaport espanyol.
- Javier Mascherano té passaport italià.

Font: Web oficial del FC Barcelona

### Altes
| N. | Pos. | Nac. | Jugador                                                                   |
| -- | ---- | --- | ------------------------------------------------------------------------- |
| 6  | MIG  | [[Fitxer:Flag of Spain.svg\|23x15px\|border \|alt=Espanya\|link=Selecció de futbol d'Espanya\|{{#if:\|]]                                       | Denis Suárez (Del Vila-real CF, clàusula de recompra de 3,25 milions d'€) |
| 23 | DEF  | [[Fitxer:Flag of France (1794–1815, 1830–1974).svg\|23x15px\|border \|alt=França\|link=Selecció de futbol de França\|{{#if:\|]]                | Samuel Umtiti (De l'Olympique de Lió, 25 milions d'€)                     |
| 19 | DEF  | [[Fitxer:Flag of France (1794–1815, 1830–1974).svg\|23x15px\|border \|alt=França\|link=Selecció de futbol de França\|{{#if:\|]]                | Lucas Digne (Del PSG, 16,5 milions d'€ + 4)                               |
| 21 | MIG  | [[Fitxer:Flag of Portugal.svg\|23x15px\|border \|alt=Portugal\|link=Selecció de futbol de Portugal\|{{#if:\|]]                                 | André Gomes (Del València CF, 35 milions d'€ + 20)                        |
| 13 | POR  | [[Fitxer:Flag of the Netherlands.svg\|23x15px\|border \|alt=Països Baixos\|link=Selecció de futbol dels Països Baixos\|{{#if:\|]]              | Jasper Cillessen (De l'Ajax, 13 milions d'€ + 2)                          |
| 17 | DAV  | [[Fitxer:Flag of the Valencian Community (2x3).svg\|23x15px\|border \|alt=País Valencià\|link=Selecció de futbol del País Valencià\|{{#if:\|]] | Paco Alcácer (Del València CF, 30 milions d'€ + 2)                        |
| —  | MIG  | [[Fitxer:Flag of Catalonia.svg\|23x15px\|border \|alt=Catalunya\|link=Selecció de futbol de Catalunya\|{{#if:\|]]                              | Sergi Samper (Del filial)                                                 |
| —  | DEF  | [[Fitxer:Flag of Catalonia.svg\|23x15px\|border \|alt=Catalunya\|link=Selecció de futbol de Catalunya\|{{#if:\|]]                              | Martín Montoya (Final de cessió al Betis)                                 |
| —  | MIG  | [[Fitxer:Flag of Croatia.svg\|23x15px\|border \|alt=Croàcia\|link=Selecció de futbol de Croàcia\|{{#if:\|]]                                    | Alen Halilović (Final de cessió a l'Sporting de Gijón)                    |
| —  | DAV  | [[Fitxer:Flag of Catalonia.svg\|23x15px\|border \|alt=Catalunya\|link=Selecció de futbol de Catalunya\|{{#if:\|]]                              | Cristian Tello (Final de cessió a la Fiorentina)                          |

### Baixes
| N. | Pos. | Nac. | Jugador                                                    |
| -- | ---- | --- | ---------------------------------------------------------- |
| 6  | DEF  | [[Fitxer:Flag of Brazil.svg\|23x15px\|border \|alt=Brasil\|link=Selecció de futbol del Brasil\|{{#if:\|]]         | Dani Alves (A la Juventus FC)                              |
| 13 | POR  | [[Fitxer:Flag of Chile.svg\|23x15px\|border \|alt=Xile\|link=Selecció de futbol de Xile\|{{#if:\|]]               | Claudio Bravo (Al Manchester City FC, 18 milions d'€ + 2)  |
| 15 | DEF  | [[Fitxer:Flag of Catalonia.svg\|23x15px\|border \|alt=Catalunya\|link=Selecció de futbol de Catalunya\|{{#if:\|]] | Marc Bartra (Al Borussia de Dortmund, 8 milions d'€)       |
| 19 | DAV  | [[Fitxer:Flag of Spain.svg\|23x15px\|border \|alt=Espanya\|link=Selecció de futbol d'Espanya\|{{#if:\|]]          | Sandro Ramírez (Carta de llibertat, fitxa pel Màlaga CF)   |
| 21 | DEF  | [[Fitxer:Flag of Brazil.svg\|23x15px\|border \|alt=Brasil\|link=Selecció de futbol del Brasil\|{{#if:\|]]         | Adriano Correia (Al Besiktas, 600.000 €)                   |
| —  | MIG  | [[Fitxer:Flag of Croatia.svg\|23x15px\|border \|alt=Croàcia\|link=Selecció de futbol de Croàcia\|{{#if:\|]]       | Alen Halilović (A l'Hamburg, 5 milions d'€)                |
| —  | DEF  | [[Fitxer:Flag of Catalonia.svg\|23x15px\|border \|alt=Catalunya\|link=Selecció de futbol de Catalunya\|{{#if:\|]] | Martín Montoya (Carta de llibertat, fitxa pel València CF) |
| —  | MIG  | [[Fitxer:Flag of Cameroon.svg\|23x15px\|border \|alt=Camerun\|link=Selecció de futbol del Camerun\|{{#if:\|]]     | Alex Song (Carta de llibertat, fitxa pel FK Rubin Kazan)   |

### Cedits
| N. | Pos. | Nac. | Jugador                           |
| -- | ---- | --- | --------------------------------- |
| 2  | DEF  | [[Fitxer:Flag of Brazil.svg\|23x15px\|border \|alt=Brasil\|link=Selecció de futbol del Brasil\|{{#if:\|]]           | Douglas (A l'Sporting de Gijón)   |
| 17 | DAV  | [[Fitxer:Flag of Morocco.svg\|23x15px\|border \|alt=Marroc\|link=Selecció de futbol del Marroc\|{{#if:\|]]          | Munir El Haddadi (Al València CF) |
| 23 | DEF  | [[Fitxer:Flag of Belgium (civil).svg\|23x15px\|border \|alt=Bèlgica\|link=Selecció de futbol de Bèlgica\|{{#if:\|]] | Thomas Vermaelen (A l'AS Roma)    |
| —  | DAV  | [[Fitxer:Flag of Catalonia.svg\|23x15px\|border \|alt=Catalunya\|link=Selecció de futbol de Catalunya\|{{#if:\|]]   | Cristian Tello (A la Fiorentina)  |
| —  | MIG  | [[Fitxer:Flag of Catalonia.svg\|23x15px\|border \|alt=Catalunya\|link=Selecció de futbol de Catalunya\|{{#if:\|]]   | Sergi Samper (Al Granada CF)      |

### Equip tècnic
- Entrenador:  Luis Enrique Martínez
  - Segon entrenador: Juan Carlos Unzué
  - Segon entrenador: Robert Moreno
  - Auxiliar tècnic: Joan Barbarà i Mata
  - Preparador físic: Rafel Pol
  - Psicòleg: Joaquín Valdés
  - Entrenador de porters: José Ramón de la Fuente
- Responsable de l'equip mèdic: Ramon Canal
  - Metge: Dr. Ricard Pruna
  - Recuperador: Juanjo Brau
  - Fisioterapeutes: Jaume Munill, Roger Gironès, David Álvarez
  - Podòleg: Martín Rueda
- Anàlisi tàctica i scouting: Àlex Garcia
- Encarregats de material: José Antonio Ibarz i Gabriel Galán
- Oficina d'Atenció al Jugador: Pepe Costa
- Entrenador del filial: Gerard López

## Resultats

### Lliga

#### Partits anada
| 20 d'agost de 2016   | FC Barcelona                                     | 6–2     | Betis           | Barcelona                                                  |  |
| 18:15 CEST Jornada 1 | Turan 6' · Messi 37', 57' · Suárez 42', 56', 82' | Informe | 21', 84' Castro | Camp Nou · 65.731 espectadors · Alberto Undiano Mallenco · |  |

| 28 d'agost de 2016   | Athletic Club | 0–1     | FC Barcelona | Bilbao                                                 |  |
| 20:15 CEST Jornada 2 |               | Informe | 21' Rakitić  | San Mames · 46.365 espectadors · Antonio Mateu Lahoz · |  |

| 10 de setembre de 2016 | FC Barcelona | 1–2     | Deportivo Alavés          | Barcelona                                      |  |
| 20:30 CEST Jornada 3   | Mathieu 46'  | Informe | 39' Deyverson · 64' Gómez | Camp Nou · 46.365 espectadors · Melero López · |  |

| 17 de setembre de 2016 | Leganés     | 1–5     | FC Barcelona                                                | Barcelona                                    |  |
| 13:00 CEST Jornada 4   | Gabriel 80' | Informe | 15', 55' (p.) Messi · 31' Suárez · 44' Neymar · 64' Rafinha | Camp Nou · 46.365 espectadors · Bengoetxea · |  |

| 21 de setembre de 2016 | FC Barcelona | 1–1     | Atlètic Madrid | Barcelona                                                  |  |
| 22:00 CEST Jornada 5   | Rakitić 41'  | Informe | 61' Correa     | Camp Nou · 89.421 espectadors · David Fernandez Borbalan · |  |

| 24 de setembre de 2016 | Sporting Gijón | 0–5     | FC Barcelona                                           | El Molinón                                             |  |
| 16:15 CEST Jornada 6   |                | Informe | 29' Suárez · 32' Rafinha · 81', 88' Neymar · 85' Turan | Gijon · 26.098 espectadors · Carlos del Cerro Grande · |  |

| 2 d'octubre de 2016  | Celta vigo                                                 | 4–3     | FC Barcelona                     | Vigo                                                |  |
| 20:45 CEST Jornada 7 | Sisto 22' · Aspas 31' · Mathieu 33' (p.p.) · Hernández 77' | Informe | 58', 87' Piqué · 64' (p.) Neymar | Estadi de Balaídos · 20.901 espectadors · Garrido · |  |

| 15 d'octubre de 2016 | FC Barcelona                              | 4–0     | Deportivo Coruña | Barcelona                                                     |  |
| 16:15 CEST Jornada 8 | Rafinha 21', 36' · Suárez 43' · Messi 58' | Informe |                  | Camp Nou · 83.553 espectadors · José María Sánchez Martínez · |  |

| 22 d'octubre de 2016 | València CF             | 2–3     | FC Barcelona                       | València                                                   |  |
| 16:15 CEST Jornada 9 | Munir 52' · Rodrigo 56' | Informe | 22', 90+4' (p.) Messi · 62' Suárez | Mestalla · 46.770 espectadors · Alberto Undiano Mallenco · |  |

| 29 d'octubre de 2016  | FC Barcelona | 1–0     | Granada | Barcelona                                               |  |
| 20:45 CEST Jornada 10 | Rafinha 48'  | Informe |         | Camp Nou · 82.914 espectadors · Juan Martínez Munuera · |  |

| 6 de novembre de 2016 | Sevilla    | 1–2     | FC Barcelona           | Seville                                                                    |  |
| 20:45 CEST Jornada 11 | Vitolo 15' | Informe | 43' Messi · 61' Suárez | Estadi Ramón Sánchez Pizjuán · 40.812 espectadors · Santiago Jaime Latre · |  |

| 19 de novembre de 2016 | FC Barcelona | 0–0     | Malaga | Barcelona                                                      |  |
| 16:15 CEST Jornada 12  |              | Informe |        | Camp Nou · 83.439 espectadors · Ricardo de Burgos Bengoetxea · |  |

| 27 de novembre de 2016 | Reial Societat | 1–1     | FC Barcelona | Sant Sebastià                                              |  |
| 20:45 CEST Jornada 13  | José 53'       | Informe | 59' Messi    | Estadi d'Anoeta · 27.756 espectadors · Jesús Gil Manzano · |  |

| 3 de desembre de 2016 | FC Barcelona | 1–1     | Rieal Madrid | Barcelona                                           |  |
| 16:15 CEST Jornada 14 | Suárez 53'   | Informe | 90' Ramos    | Camp Nou · 98.485 espectadors · Carlos Clos Gomez · |  |

| 10 de desembre de 2016 | Osasuna | 0–3     | FC Barcelona                  | Pamplona                                                        |  |
| 13:00 CEST Jornada 15  |         | Informe | 59' Suárez · 72', 90+2' Messi | Estadio El Sadar · 17.349 espectadors · Juan Martínez Munuera · |  |

| 18 de desembre de 2016 | FC Barcelona                           | 4–1     | Espanyol | Barcelona                                             |  |
| 20:45 CEST Jornada 16  | Suárez 18', 67' · Alba 68' · Messi 90' | Informe |          | Camp Nou · 79.370 espectadors · Antonio Mateu Lahoz · |  |

| 8 de gener de 2017    | Vila-real CF | 1–1     | FC Barcelona | Vila-real                                                       |  |
| 20:45 CEST Jornada 17 | Sansone 49'  | Informe | 90' Messi    | Estadi de la Ceràmica · 22.110 espectadors · Ignacio Iglesias · |  |

| 14 de gener de 2017   | FC Barcelona                                        | 5–0     | UD Las Palmas | Barcelona                                                  |  |
| 16:15 CEST Jornada 18 | Suárez 14', 57' · Messi 52' · Turan 59' · Vidal 80' | Informe |               | Camp Nou · 81.480 espectadors · Alberto Undiano Mallenco · |  |

| 22 de gener de 2017   | SD Eibar | 0–4     | FC Barcelona                                             | Eibar                                                                         |  |
| 20:45 CEST Jornada 19 |          | Informe | 31' Denis Suárez · 50' Messi · 68' Suárez · 90+1' Neymar | Estadi Municipal d'Ipurua · 6.291 espectadors · José María Sánchez Martínez · |  |

#### Partits tornada
| 29 de gener de 2017   | Betis       | 1–1     | FC Barcelona | Sevilla                                                                         |  |
| 12:00 CEST Jornada 20 | Alegría 74' | Informe | 90' Suárez   | Estadi Benito Villamarín · 37.620 espectadors · Alejandro Hernández Hernández · |  |

| 4 de febrer de 2017   | FC Barcelona                        | 3–0     | Athletic Club | Barcelona                                                     |  |
| 16:15 CEST Jornada 21 | Alcácer 18' · Messi 40' · Vidal 67' | Informe |               | Camp Nou · 83.884 espectadors · Jose Luis González González · |  |

| 11 de febrer de 2017  | Deportivo Alavés | 0–6     | FC Barcelona                                                               | Vitòria                                                            |  |
| 16:15 CEST Jornada 22 |                  | Informe | 37', 67' Suárez · 40' Neymar · 59' Messi · 63' (p.p.) Alexis · 65' Rakitić | Estadi de Mendizorrotza · 19.480 espectadors · Carlos Clos Gómez · |  |

| 19 de febrer de 2017  | FC Barcelona  | 2–1     | Leganés   | Barcelona                                                     |  |
| 20:45 CEST Jornada 23 | Messi 4', 90' | Informe | 71' López | Camp Nou · 63.378 espectadors · Ignacio Iglesias Villanueva · |  |

| 26 de febrer de 2017  | Atlètic de Madrid | 1–2     | FC Barcelona            | Madrid                                                               |  |
| 16:15 CEST Jornada 24 | Godín 70'         | Informe | 64' Rafinha · 86' Messi | Estadi Vicente Calderón · 52.440 espectadors · Antonio Mateu Lahoz · |  |

| 1 de març de 2017     | FC Barcelona                                                        | 6–1     | Sporting Gijón | Barcelona                                                     |  |
| 19:30 CEST Jornada 25 | Messi 9' · Suárez 11', 27' · Alcácer 49' · Neymar 65' · Rakitić 87' | Informe | 21' García     | Camp Nou · 56.605 espectadors · José María Sánchez Martínez · |  |

| 4 de març de 2017     | FC Barcelona                                           | 5–0     | Celta vigo | Barcelona                                           |  |
| 20:45 CEST Jornada 26 | Messi 24', 64' · Neymar 40' · Rakitić 57' · Umtiti 61' | Informe |            | Camp Nou · 77.117 espectadors · Jesús Gil Manzano · |  |

| 12 de març de 2017    | Deportivo Coruña             | 2–1     | FC Barcelona | La Corunya                                                                   |  |
| 16:15 CEST Jornada 27 | Joselu 40' · Bergantiños 74' | Informe | 46' Suárez   | Estadi Municipal de Riazor · 28.474 espectadors · David Fernández Borbalán · |  |

| 19 de març de 2017    | FC Barcelona                            | 4–2     | València CF             | Barcelona                                                            |  |
| 20:45 CEST Jornada 28 | Suárez 35' · Messi 45', 52' · Gomes 89' | Informe | 29' Mangala · 46' Munir | Camp Nou · 77.058 espectadors · Alejandro José Hernández Hernández · |  |

| 2 d'abril de 2017     | Granada  | 1–4     | FC Barcelona                                          | Granada                                                                 |  |
| 20:45 CEST Jornada 29 | Boga 50' | Informe | 44' Suárez · 64' Alcácer · 83' Rakitić · 90+1' Neymar | Estadi Nuevo Los Cármenes · 18.717 espectadors · Santiago Jaime Latre · |  |

| 5 d'abril de 2017     | FC Barcelona                | 3–0     | Sevilla | Barcelona                                           |  |
| 19:30 CEST Jornada 30 | Suárez 25' · Messi 28', 33' | Informe |         | Camp Nou · 85.511 espectadors · Carlos Clos Gómez · |  |

| 2 d'abril de 2017     | Malaga                 | 2–0     | FC Barcelona | Malaga                                                           |  |
| 20:45 CEST Jornada 31 | Ramírez 32' · Jony 90' | Informe |              | Estadi de La Rosaleda · 28.486 espectadors · Jesús Gil Manzano · |  |

| 15 d'abril de 2017    | FC Barcelona                 | 3–2     | Reial Societat                 | Barcelona                                               |  |
| 20:45 CEST Jornada 32 | Messi 17', 37' · Alcácer 44' | Informe | 42' (p.p.) Umtiti · 46' Prieto | Camp Nou · 81.704 espectadors · Juan Martínez Munuera · |  |

| 23 d'abril de 2017    | Rieal Madrid                 | 2–3     | FC Barcelona                   | Madrid                                                                               |  |
| 20:45 CEST Jornada 33 | Casemiro 28' · Rodríguez 85' | Informe | 33', 90+2' Messi · 73' Rakitić | Estadi Santiago Bernabéu · 81.044 espectadors · Alejandro José Hernández Hernández · |  |

| 26 d'abril de 2017    | FC Barcelona                                                        | 7–1     | Osasuna    | Barcelona                                      |  |
| 19:30 CEST Jornada 34 | Messi 11', 60' · Gomes 30', 56' · Alcácer 63', 85' · Mascherano 66' | Informe | 47' Torres | Camp Nou · 62.453 espectadors · José Munuera · |  |

| 29 d'abril de 2017    | Espanyol | 0–3     | FC Barcelona                  | Barcelona                                                             |  |
| 20:45 CEST Jornada 35 |          | Informe | 50', 86' Suárez · 76' Rakitić | Stage Front Stadium · 31.082 espectadors · Alberto Undiano Mallenco · |  |

| 6 de maig de 2017     | FC Barcelona                             | 4–1     | Vila-real CF | Barcelona                                                     |  |
| 18:30 CEST Jornada 36 | Neymar 21' · Messi 45', 82' · Suárez 69' | Informe | 32' Bakambu  | Camp Nou · 88.268 espectadors · José María Sánchez Martínez · |  |

| 14 de maig de 2017    | UD Las Palmas | 1–4     | FC Barcelona                      | Las Palmas de Gran Canaria                                                  |  |
| 20:00 CEST Jornada 37 | Bigas 63'     | Informe | 25', 67', 71' Neymar · 27' Suárez | Estadi de Gran Canària · 22.204 espectadors · José Luis González González · |  |

| 31 de maig de 2017    | FC Barcelona                                     | 4–1     | SD Eibar     | Barcelona                                                            |  |
| 20:00 CEST Jornada 38 | Juncà 63' (p.p.) · Suárez 73' · Messi 75', 90+2' | Informe | 7', 61' Inui | Camp Nou · 73.093 espectadors · Alejandro José Hernández Hernández · |  |

### Copa del Rei

#### Ronda de 32
| 20 de novembre de 2016 | Hèrcules  | 1–1     | FC Barcelona | Alacant                                                     |  |
| 22:00 CEST Andada      | Mainz 52' | Informe | 58' Aleñá    | Estadi José Rico Pérez · 14.250 espectadors · Daniel Ocón · |  |

| 21 de desembre de 2016 | FC Barcelona                                                                   | 7–0 (Total: 8–1) | Hèrcules | Barcelona                                      |  |
| 22:00 CEST Tornada     | Digne 37' · Rakitić 45' (p.) · Rafinha 50' · Turan 55', 86', 89' · Alcácer 73' | Informe          |          | Camp Nou · 64.025 espectadors · José Munuera · |  |

#### Vuitens de final
| 5 de gener de 2017 | Athletic Club             | 2–1     | FC Barcelona | Bilbao                                                       |  |
| 21:15 CEST Andada  | Aduriz 25' · Williams 28' | Informe | 58' Messi    | Estadi de San Mamés · 45.772 espectadors · David Fernández · |  |

| 11 de gener de 2017 | FC Barcelona                             | 3–1 (Total: 4–3) | Athletic Club | Barcelona                                           |  |
| 21:15 CEST Tornada  | Suárez 35' · Neymar 48' (p.) · Messi 78' | Informe          | 51' Saborit   | Camp Nou · 71.455 espectadors · Jesús Gil Manzano · |  |

#### Quarts de final
| 19 de gener de 2017 | Reial Societat | 0–1     | FC Barcelona    | Sant Sebastià                                                        |  |
| 21:15 CEST Andada   |                | Informe | 21' (p.) Neymar | Estadi d'Anoeta · 28.461 espectadors · José Luis González González · |  |

| 26 de gener de 2017 | FC Barcelona                                                    | 4–2 (Total: 5–2) | Reial Societat        | Barcelona                                               |  |
| 21:15 CEST Tornada  | Denis Suárez 17', 82' · Messi 55' (p.) · Suárez 63' · Turan 80' | Informe          | 62' Juanmi · 73' José | Camp Nou · 58.560 espectadors · Juan Martínez Munuera · |  |

#### Semifinals
| 1 de febrer de 2017 | Atlètic de Madrid | 1–2     | FC Barcelona          | Madrid                                                                        |  |
| 21:00 CEST Andada   | Griezmann 59'     | Informe | 7' Suárez · 33' Messi | Estadi Vicente Calderón · 48.124 espectadors · Ricardo de Burgos Bengoetxea · |  |

| 7 de febrer de 2017 | FC Barcelona | 1–1 (Total: 3–2) | Atlètic de Madrid | Barcelona                                           |  |
| 21:00 CEST Tornada  | Suárez 43'   | Informe          | 83' Gameiro       | Camp Nou · 67.734 espectadors · Jesús Gil Manzano · |  |

#### Final
| 27 de maig de 2017 | FC Barcelona                         | 3–1     | Deportivo Alavés | Madrid                                                             |  |
| 21:30 CEST         | Messi 30' · Neymar 45' · Alcácer 48' | Informe | 33' Hernández    | Estadi Vicente Calderón · 54.907 espectadors · Carlos Clos Gómez · |  |

### Lliga de Campions

#### Fase de grups
| Equip                    | Pts | PJ | PG | PE | PP | GF | GC | DG  |
| ------------------------ | --- | -- | -- | -- | -- | -- | -- | --- |
| FC Barcelona             | 15  | 6  | 5  | 0  | 1  | 20 | 4  | +16 |
| Manchester City          | 9   | 6  | 2  | 3  | 1  | 12 | 10 | +2  |
| Borussia Mönchengladbach | 5   | 6  | 1  | 2  | 3  | 5  | 12 | -7  |
| Celtic                   | 3   | 6  | 0  | 3  | 3  | 5  | 16 | -11 |

| 13 de setembre de 2016 | FC Barcelona                                                    | 7–0     | Celtic | Barcelona                                        |  |
| 20:45 Jornada 1        | Messi 3', 27', 60' · Neymar 50' · Iniesta 59' · Suárez 75', 88' | Informe |        | Camp Nou · 73.290 espectadors · Ovidiu Hațegan · |  |

| 28 de setembre de 2016 | Borussia Mönchengladbach | 1–2     | FC Barcelona          | Mönchengladbach                                      |  |
| 20:45 Jornada 2        | Hazard 34'               | Informe | 65' Turan · 74' Piqué | Borussia-Park · 46.283 espectadors · Damir Skomina · |  |

| 19 d'octubre de 2016 | FC Barcelona                     | 4–0     | Manchester City | Barcelona                                       |  |
| 20:45 Jornada 3      | Messi 17', 61', 69' · Neymar 89' | Informe |                 | Camp Nou · 96.290 espectadors · Milorad Mažić · |  |

| 1 de novembre de 2016 | Manchester City                   | 3–1     | FC Barcelona | Manchester                                                         |  |
| 20:45 Jornada 4       | Gündoğan 39', 74' · De Bruyne 51' | Informe | 21' Messi    | Estadi Ciutat de Manchester · 53.340 espectadors · Viktor Kassai · |  |

| 23 de novembre de 2016 | Celtic | 0–2     | FC Barcelona        | Glasgow                                             |  |
| 20:45 Jornada 5        |        | Informe | 24', 55' (p.) Messi | Celtic Park · 57.937 espectadors · Daniele Orsato · |  |

| 6 de desembre de 2016 | FC Barcelona                    | 4–0     | Borussia Mönchengladbach | Barcelona                                           |  |
| 20:45 Jornada 6       | Messi 16' · Turan 50', 53', 67' | Informe |                          | Camp Nou · 67.157 espectadors · Serguei Karassiov · |  |

#### Fase final
| 14 de febrer de 2017            | Paris Saint-Germain                         | 4–0     | FC Barcelona | París                                                      |  |
| 20:45 Vuitens de final - Andada | Di María 8', 55' · Draxler 40' · Cavani 71' | Informe |              | Parc des Princes · 46.484 espectadors · Szymon Marciniak · |  |

| 8 de març de 2017                | FC Barcelona                                                                        | 6–1 (Total: 6–6) | Paris Saint-Germain | Barcelona                                        |  |
| 20:45 Vuitens de final - Tornada | Suárez 3' · Kurzawa 40' (p.p.) · Messi 50' (p.) · Neymar 88', 90+1' · Roberto 90+5' | Informe          | 62' Cavani          | Camp Nou · 96.290 espectadors · Deniz Aytektin · |  |

| 11 d'abril de 2017             | Juventus FC                    | 3–0     | FC Barcelona | Torí                                                       |  |
| 20:45 Quarts de final - Andada | Dybala 7', 22' · Chiellini 55' | Informe |              | Juventus Stadium · 41.092 espectadors · Szymon Marciniak · |  |

| 19 d'abril de 2017       | FC Barcelona | 0–0 (Total: 0–3) | Juventus FC | Barcelona                                       |  |
| Quarts de final -Tornada |              | Informe          |             | Camp Nou · 96.290 espectadors · Björn Kuipers · |  |

### Supercopa d'Espanya
| 14 d'agost de 2016 | Sevilla | 0–2     | FC Barcelona           | Seville                                                                 |  |
| 22:00 Andada       |         | Informe | 54' Suárez · 81' Munir | Estadi Ramón Sánchez Pizjuán · 36.311 espectadors · Jesús Gil Manzano · |  |

| 17 d'agost de 2016 | FC Barcelona               | 3–0 (Total: 5–0) | Sevilla | Barcelona                                                       |  |
| 23:00 Tornada      | Turan 10', 46' · Messi 55' | Informe          |         | Camp Nou · 71.803 espectadors · Alejandro Hernández Hernández · |  |